# Cyprián Iwene Tansi
Blahoslavený Cyprián Iwene Tansi, OCSO, rodným jménem Michal Iwene Tansi (září 1903, Aguleri – 20. ledna 1964, Leicester) byl nigerijský římskokatolický kněz a trapistický mnich. Katolická církev jej uctívá jako blahoslaveného.

## Život
Pocházel z kmene Ibo. Od roku 1913 studoval na škole v Onisthy. Když studia dokončil, působil jako učitel a později ředitel Školy sv. Josefa v Aguleri. V roce 1925 vstoupil do semináře a v dne 19. prosince 1937 byl vysvěcen na kněze. v roce 1952 vstoupil do řádu trapistů (řád cisterciáků přísné observance) a zahájil noviciát. V roce 1953 složil časné mnišské sliby a 8. prosince 1956 sliby věčné. Zemřel v pověsti svatosti ve věku 61 let.

## Beatifikace
Beatifikován byl papežem sv. Janem Pavlem II. v roce 1998.